# حامول باسيفيكي
حامول باسيفيكي (الاسم العلمي:Cuscuta pacifica) هو نوع غير مؤكد من النباتات يتبع جنس الحامول من الفصيلة المحمودية.